# 元禹
元禹（487年—531年5月21日），字子夏，河南郡洛阳县（今河南省洛阳市东）人，魏道武帝拓跋珪的后裔，淮南僖王元显之子，北魏宗室、官员。

## 生平
元禹身体高大壮实，虚岁十七时以符玺郎中为起家官，广平王元怀表奏元禹担任户曹参军，转任东海郡太守、峒峿戍主，很快升任伏波将军、太常丞，又转任廷尉。葛荣造反后，元禹出任都督，前往讨伐。元禹很喜欢谶纬之学，经常说晋国故地有福气，孝昌末年就前往拜见尔朱荣。建义元年（528年），元禹与尔朱荣共同进入洛阳，出任中军将军、金紫光禄大夫，封鄄城县开国伯，食邑五百户，担任并州东面大都督，镇守乐平郡。普泰元年，元禹升任骠骑将军、左光禄大夫，普泰元年四月廿日（531年5月21日），元禹被乐平郡百姓王恶毡起兵杀死，虚岁四十五。魏孝武帝元修登基后，追赠元禹骠骑大将军、仪同三司、都督青州诸军事、青州刺史，太昌元年十一月十九日（532年12月31日）迁葬西陵。

## 家庭

### 六世祖
- 拓跋珪，北魏烈祖道武皇帝[1]

### 高祖
- 拓跋熙，北魏司徒公、阳平王[1]

### 父亲
- 元显，北魏淮南僖王[1]

### 兄弟
- 元遵，北魏使持节、散骑常侍、都督定州诸军事、平北将军、定州刺史、淮南康王
- 元均，北魏散骑常侍、安东将军、安康孝武伯
- 元菩萨，北魏给事中

### 儿子
- 元长渊，承袭为鄄城县伯，东魏武定年间官至南青州长史，北齐接受禅让后，爵位依例降低[3]